# 548.ª Divisão de Granadeiros (Alemanha)
A 548ª Divisão de Granadeiros (em alemão:548. Grenadier-Division) foi uma unidade militar que serviu no Exército alemão durante a Segunda Guerra Mundial. Foi renomeada para 548. Volksgrenadier Division no dia 9 de outubro de 1944, permanecendo com esta designação até o final da guerra.

## Comandantes
| Comandante                   | Data                                      |
| 548ª Divisão de Granadeiros  | 548ª Divisão de Granadeiros               |
| ---------------------------- | ----------------------------------------- |
| Generalmajor Erich Sudau     | ? de julho de 1944 - 9 de outubro de 1944 |
| 548. Volksgrenadier-Division |                                           |
| Generalmajor Erich Sudau     | 9 de outubro de 1944 - 9 de abril de 1945 |

## Área de operações
| Frente Oriental, setor central | julho de 1944 - outubro de 1944 |
| Polônia & Prússia Oriental     | outubro de 1944 - maio de 1945  |